# Lanz Bulldog D 6007
Der Lanz Bulldog D 6007 ist eine Straßenzugmaschine der Marke Lanz Bulldog, die auf dem Ackerschlepper D 6006 basiert.

## Technik

### Bauweise und Kraftübertragung
Der D 6007 ist ein rahmenloser zweiachsiger Schlepper in Blockbauweise mit vorderer blattgefederter Pendelachse und hinterer ungefederter Starrachse. Die Vorderräder sind kleiner als die Hinterräder, alle Räder sind einfachbereifte Scheibenräder mit Breitbettfelgen. Die Lenkung ist eine Achsschenkellenkung mit geteilter Spurstange, angeboten wurde der D 6007 ausschließlich als Rechtslenker. Die Innenbackendruckluftbremsanlage wirkt auf zwei Bremstrommeln mit einem Durchmesser von 400 mm an den Hinterrädern, die Vorderräder sind ungebremst. Als Handbremse fungiert eine Bandbremse. Für Anhänger gibt es einen Bremsanschluss.
Vom Motor wird die Antriebskraft über eine Einscheibentrockenkupplung auf ein quer eingebautes mechanisches und unsynchronisiertes Zweigruppenschaltgetriebe mit drei Vor- und einem Rückwärtsgang übertragen; insgesamt stehen somit sechs Vor- und zwei Rückwärtsgänge zur Verfügung. Vom Getriebe gelangt das Drehmoment über Zahnräder auf die Hinterachse, deren Differential nicht sperrbar ist.

### Motor
Der Motor ist ein Zweitakt-Halbdieselmotor von Lanz, der auf dem Glühkopfmotor basiert, aber anders als dieser mit Direkteinspritzung arbeitet und mit 12:1 höher als ein Glühkopfmotor, aber niedriger als ein Dieselmotor verdichtet ist. Wie auch bei anderen Lanz-Motoren ist der Motor ein mittelschnelllaufender Einzylindermotor mit Umlaufschmierung und Wasserkühlung, vorn im Schlepper quer und liegend eingebaut. Der Zylinder ist aus Gusseisen hergestellt. Mit einer Bohrung von 190 mm und einem Hub von 260 mm beträgt der Hubraum 7370 cm3. Der ungekühlte Zylinderkopf von Lanz ist mit einem Kupferring zum Zylinder hin abgedichtet. Der Leichtmetallkolben von Mahle oder Schmitt ist mit vier Kolbenringen versehen, die Kraft wird auf ein Pleuel von Lanz übertragen, auch Kurbelwelle und Kurbelgehäuse sind von Lanz hergestellt. Die Ladungswechsel des Motors sind wie bei Zweitaktmotoren üblich über Ein- und Auslassschlitze gesteuert. Da der Motor mit einem Benzin-Dieselgemisch gestartet wird, sind zwei Tanks vorhanden.
Der Kraftstoff wird von einem Bosch-Zellenfilter gereinigt und mit einer Bosch-Einspritzpumpe durch Bosch-Einspritzdüsen in den kegelförmigen Brennraum eingespritzt. Gesteuert wird die Einspritzpumpe von einem Alldrehzahlregler. Der Motor hat keine Ölwanne, das Öl wird mit einem Filzplattenfilter gereinigt und von einer Bosch-Ölpumpe umgewälzt. Die angesaugte Luft wird mit einem Ölbadluftfilter gereinigt. Der Lanz-Teilblockwasserkühler hat ein Fassungsvermögen von 60 l, seine warme Abluft bläst ein Ventilator fort.
Angelassen wird der Motor mit einem Bosch-Pendelanlasser. Beim Anlassen wird der Gashebel auf Vollgasstellung eingestellt und ein Diesel-Benzingemisch in den Brennraum eingespritzt, das mit einer Zündkerze mit Summerzündspule gezündet wird, ehe auf reinen Dieselbetrieb umgestellt wird. Zum weiteren Betrieb ist die Zündkerze nicht mehr notwendig. Der Pendelanlasser dreht dabei den Motor nicht durch, sondern nur bis zu seinem maximalen Drehmoment und schaltet dann um. Die durch die Kompression im Gas gespeicherte Energie reicht dann irgendwann aus, den oberen Totpunkt zu überwinden.

## Technische Daten
| Kenngrößen                           | Lanz D 6007                                                                    |
| Abmessungen, Gewichte und Füllmengen | Abmessungen, Gewichte und Füllmengen                                           |
| ------------------------------------ | ------------------------------------------------------------------------------ |
| Länge                                | 3615 mm                                                                        |
| Breite                               | 1832 mm                                                                        |
| Höhe                                 | 1980 mm                                                                        |
| Radstand                             | 2246 mm                                                                        |
| Spurweite                            | vorn: 1316 mm hinten: 1467 mm                                                  |
| Bodenfreiheit                        | 330 mm                                                                         |
| Wendekreisdurchmesser                | 6600 mm                                                                        |
| Leergewicht                          | 3850 kg                                                                        |
| Maximal zulässige Gesamtmasse        | 4500 kg                                                                        |
| Maximal zulässige Achslast vorn      | 1600 kg                                                                        |
| Maximal zulässige Achslast hinten    | 2900 kg                                                                        |
| Maximal zulässige Anhängelast        | 30000 kg                                                                       |
| Füllmenge des Getriebegehäuses       | 16,5 l                                                                         |
| Füllmenge des Wasserkühlers          | 60 l                                                                           |
| Füllmenge des Kraftstoffbehälters    | 70 l                                                                           |
| Kraftübertragung                     |                                                                                |
| Kraftübertragung auf                 | Hinterräder                                                                    |
| Reifengrößen                         | vorn: 7-20 hinten: 13-30                                                       |
| Felgengrößen                         | vorn: 3,75 P-20 hinten: W 12-30                                                |
| Bremstrommeldurchmesser              | 400 mm                                                                         |
| Wirksame Gesamtbremsfläche           | 1152 cm2                                                                       |
| Getriebe                             | Dreiganggetriebe von Lanz, zwei Gruppen, unsynchronisiert                      |
| Gänge                                | 2 × 3 Vorwärts, 2 × 1 Rückwärts                                                |
| Kupplung                             | Einscheibentrockenkupplung                                                     |
| Motor                                |                                                                                |
| Motortyp                             | Zweitakt-Mitteldruck-Motor mit Selbstzündung und Direkteinspritzung            |
| Kühlung                              | Wasser                                                                         |
| Einspritzpumpe                       | Bosch PFR 1-8 100/33                                                           |
| Einspritzdüse                        | Bosch DL 60-S 879                                                              |
| Einspritzdruck                       | 120 atü / 117,7 bar                                                            |
| Mittlerer Arbeitsdruck               | 4,51 bar bei 800 min−1                                                         |
| Mittlere Kolbengeschwindigkeit       | 6,93 m/s                                                                       |
| Verdichtungsverhältnis               | 12 : 1                                                                         |
| Bohrung × Hub                        | 190 mm × 260 mm                                                                |
| Hubraum                              | 7370 cm3                                                                       |
| Nennleistung                         | 60 PS / 44 kW bei 800 min−1                                                    |
| Maximales Drehmoment                 | 58,9 kpm / 578 N·m bei 700 min−1                                               |
| Niedrigster Kraftstoffverbrauch      | 171 g/PSh / 232,5 g/kWh                                                        |
| Elektrische Anlage                   |                                                                                |
| Anlasser                             | Pendelanlasser von Bosch                                                       |
| Lichtmaschine                        | Bosch-Lichtmaschine, 12 V, 130 W Ladebeginn bei 232 min−1 Kurbelwellendrehzahl |
| Batterie                             | Bleisäureakkumulator, 12 V, 105 Ah                                             |